# Rocca San Casciano
Rocca San Casciano – miejscowość i gmina we Włoszech, w regionie Emilia-Romania, w prowincji Forlì-Cesena.
Według danych na rok 2004 gminę zamieszkiwało 2115 osób, 42,3 os./km².